# Asesinatos de Gatton

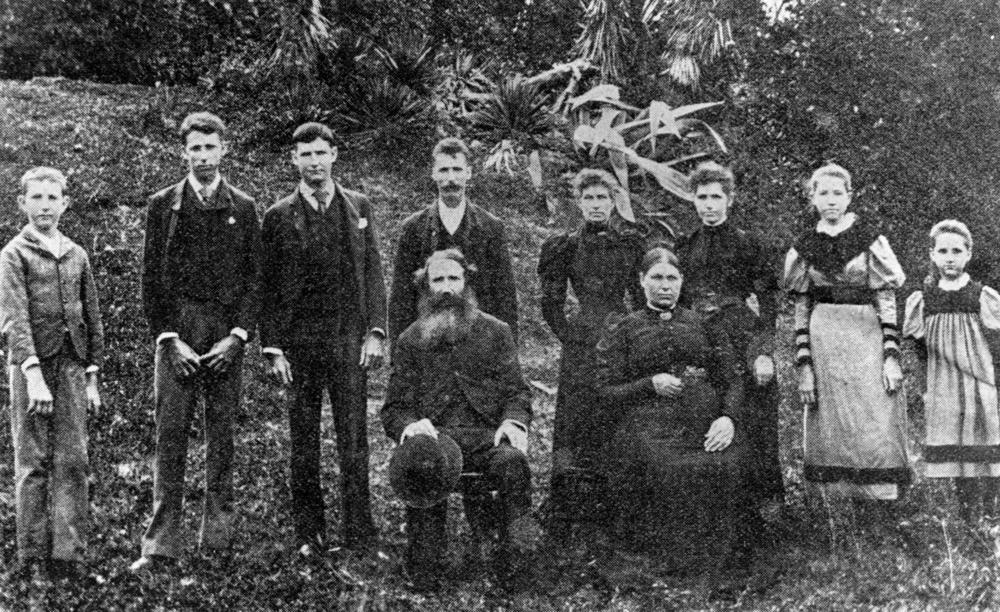
La familia Murphy. En la foto, los padres Daniel (sénior) y Mary Murphy sentados, con 8 de sus 10 hijos detrás, desde la izquierda: John, Jeremy, Patrick, William, Polly, Norah, Theresa 'Ellen' y Catherine.

Los Asesinatos de Gatton, también conocidos como la Tragedia de Gatton, el Misterio Gatton y los Asesinatos Murphy, es el nombre dado a un triple homicidio no resuelto que ocurrió a 1,5 millas (2,4 kilómetros) de la ciudad de Gatton, Queensland, Australia. Michael Murphy, de 29 años, y sus hermanas más jóvenes, Norah (Honora), de 27, y Theresa 'Ellen', de 18, fueron asesinados entre las 10 p. m. y las 4 a. m. del 26 al 27 de diciembre de 1898, mientras regresaban a casa de un baile que había sido cancelado. Michael había sido disparado y golpeado, Norah estrangulada y golpeada, y Theresa 'Ellen' golpeada dos veces.

## De fondo
La familia Murphy poseía una próspera granja en Blackfellow Creek, a unas 8 millas (13 km) de Gatton y 61 millas (98 kilómetros) al oeste de la capital de Queensland, Brisbane. El censo de 1901 lista la población de la zona en 449 personas. A finales del siglo XIX el pueblo era un importante punto en la carretera de Brisbane a Darling Downs, con dos puentes importantes y una línea de ferrocarril, con la ciudad en rápida expansión como centro de servicios para el distrito.
Michael y Daniel Murphy ya no vivían en casa, Michael trabajaba en una granja experimental del gobierno cerca de Westbrook, mientras Daniel era agente de policía en Brisbane. Michael había regresado a casa para las vacaciones de Navidad y el 26 de diciembre (Boxing Day), de 1898, había llevado a su hermana Theresa 'Ellen' a ver las carreras hípicas de Mount Sylvia cerca de Caffey. Después, a las 8 p. m., Michael y sus hermanas Norah y Theresa 'Ellen', partieron para asistir a un baile organizado por el ayuntamiento que se celebraría en la Gatton Hall. Cuando llegaron a las 9 p. m., encontraron que el evento había sido cancelado y emprendieron el viaje de regreso, pero nunca llegarían. Por la mañana temprano, la señora Murphy pidió a su yerno William M'Neill que fuera a Gatton para saber por qué no habían regresado. Michael había tomado prestado el sulky de su cuñado para la salida y mientras subía el cerro Tent Hill hacia Gatton, M'Neill reconoció las roderas distintivas de su sulky (resultado de una rueda que se tambaleaba) abandonando la carretera. M'Neill siguió la pista a lo largo de terreno áspero y con matorrales unas 0,75 millas (1,21 kilómetros) antes de encontrar a sus parientes políticos desaparecidos.

## El crimen

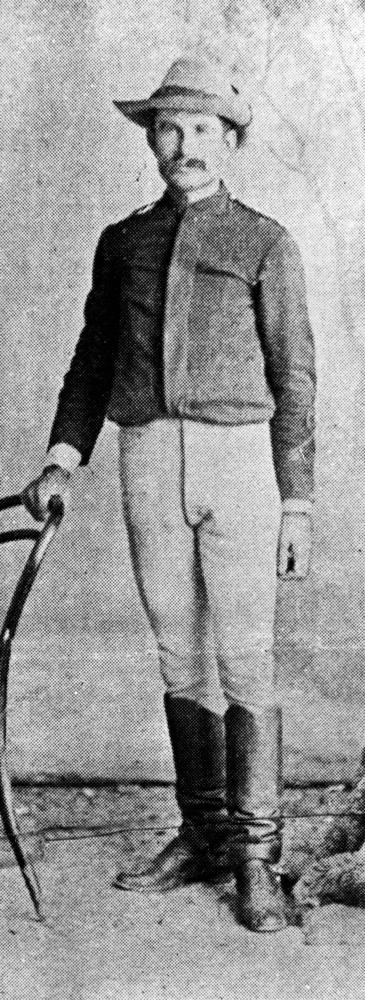
Michael Murphy, fotografiado en 1898 con su uniforme de sargento de los Mounted Rifles local.

M'Neill encontró a las víctimas tendidas en el campo a 1,2 millas (1,9 kilómetros) de Gatton. Michael y Theresa 'Ellen' yacían dando la espalda el uno al otro, separados por una distancia de 2 pies (61 centímetros). Norah estaba en la misma orientación de oeste a este, sobre una alfombra pulcramente extendida, 28 pies (8,5 metros) al este de ellos. Ambas mujeres tenían las manos atadas a la espalda con sus propios pañuelos de bolsillo. Formando un triángulo con los cuerpos, el sulky estaba al sur, 17,5 pies (5,3 metros) de Michael y 36 pies (11 m) de Norah. El caballo había sido disparado en la cabeza y todavía permanecía entre las varas. Sus patas habían sido arregladas para que las pezuñas apuntaran al oeste. Esta firma nunca ha sido repetida en un crimen australiano y, como el propio crimen de Gatton, permanece en el misterio.
M'Neill contactó con el sargento suplente William Arrell, al cargo de la comisaría de Gatton, que debido a la dependencia de los telegramas para la comunicación, se demoró en avisar a la policía de Brisbane. Ello provocó que los agentes de investigación tardaran 48 horas en llegar y mientras muchos curiosos se acercaron a la escena del crimen, alterándola.
Los cuerpos fueron llevados al hotel Gilbert y a las 4 p. m. llegó el Dr. Von Lossberg, agente médico del gobierno en Ipswich y entre las 4-5 p. m. empezó la autopsia. Michael había sido disparado y golpeado con un instrumento romo en el lado derecho de la cabeza. Theresa 'Ellen' tenía el cráneo fracturado por dos golpes a la izquierda. Las heridas y posición de los cuerpos indicaba que Michael y Theresa 'Ellen' estaban sentados erguidos y espalda contra espalda cuando fueron golpeados. Se estimó que Michael, hombre de carácter afable pero complexión fuerte y eficiente sargento de los Mounted Rifles locales, fue el primero en morir. Norah también había sido golpeada en el lado izquierdo de la cabeza, tan brutalmente que el cerebro quedaba expuesto. Además, Norah tenía una correa del arnés atada al cuello, lo suficientemente apretada como para provocarle la muerte. Ambas mujeres habían sido "indignadas" (un eufemismo en la época para referirse a una violación) y sus ropas desgarradas y cuerpos llenos de contusiones indicaban que las dos, solteras serias y respetables, habían luchado ferozmente tratando de defender su honor. La ausencia de semen, y el charco de sangre hallado debajo de la alfombra encontrada bajo el cuerpo de Nora, parecían sugerir que ambas habían sido violadas con el mango de latón de un látigo. La policía lo buscó infructuosamente.

### El monedero de Michael
M'Neill atestiguó que, a pesar de que las manos de Michael no estaban atadas cuando encontró el cuerpo, parecía que sí habían estado unidas a la espalda previamente, con una sujetando un monedero abierto. Sin embargo, todos los otros testigos declararon que las manos de Michael no estaban atadas, pero que una correa de cincha estaba cerca, y la bolsa vacía a escasa distancia del cuerpo. Cuando el cadáver fue retirado a la 1.30 p. m., se apreció que Michael tenía una correa de cincha desatada entre las manos, con el monedero vacío sujeto en una. Se sabía que llevaba 15 chelines ($100 del 2010) en el monedero la noche anterior, y se especula que alguien puede haber desatado a Michael para acceder al monedero: "O Gilbert, o cualquiera de los del grupo, o M'Neill hurtaron el monedero". Esto nunca ha sido aclarado.

### Exhumación y contradicciones
Los análisis post mortem fueron realizados por el agente médico del gobierno Dr. Von Lossberg, con la supervisión del sargento Arrell. De entrevistas con personas que habían visto los cuerpos, el inspector jefe Stuart determinó que Michael podía haber sido disparado en la cabeza, pero esto no fue encontrado por el doctor, a pesar de las órdenes de que buscara una bala. Stuart ordenó más tarde que los tres cuerpos fueran exhumados y entonces se descubrió que las supuestas autopsias no habían sido más que exámenes superficiales. A pesar del avance de la descomposición, se pudo determinar que Michael había sido disparado en el lado derecho de la cabeza y posteriormente golpeado en el mismo sitio con un instrumento romo, de modo que la herida subsiguiente ocultó el agujero de bala. La bala fue recuperada del cráneo.
El señor Wiggins, J.P. testificó que había permitido los entierros sin permiso previo porque creía que las autopsias habían sido completadas y supuso que Von Lossberg ya lo había pedido. Wiggins creía que la orden sería enviada desde Ipswich."
El funeral se celebró el 28 de diciembre de 1898 con una asistencia masiva de lugareños y foráneos de hasta mil presentes, siendo el más grande jamás celebrado en un distrito rural australiano.

## Fracaso de la investigación policial
M'Neill avisó al sargento Arrell a las 9.15 a. m. del 27 de diciembre. Ambos hombres estuvieron en la escena del crimen unos 30 minutos antes de que Arrell regresara a Gatton para enviar un telegrama al Comisario de Policía de Brisbane. Arrell no tomó ninguna nota mientras estuvo en el sitio, no entrevistó a ninguno de los presentes ni hizo ningún esfuerzo por proteger el sitio del gran número de personas que se habían congregado. En Gatton, Arrell pidió que el telegrama fuera marcado como "urgente", solo para que le dijeran que la policía no tenía ninguna autoridad para enviar telegramas urgentes; esto era incorrecto y Arrell fue más tarde criticado por una Comisión Real por ignorar que tenía esa autoridad y también por esperar a la respuesta en vez de regresar inmediatamente al sitio dejando orden de que la respuesta le fuera enviada una vez llegara. El telegrama fue entregado a la jefatura de policía de Brisbane a las 12.52 p. m., sin embargo, como era día festivo, no fue abierto hasta las 9 a. m. del día siguiente (28 de diciembre). En realidad, Arrell delegó en Thomas Wilson, un magistrado, y William Devitt para vigilar la escena del crimen mientras enviaba los telegramas necesarios al comisario en Brisbane y al agente médico del gobierno en Ipswich. Wilson y Devitt no cumplieron con el deber que Arrell les había encomendado y dejaron que la escena fuera contaminada.

## Sospechosos
Varias personas, incluyendo trabajadores itinerantes y familiares, se convirtieron en sospechosos, pero después de una investigación de cinco meses, nadie fue acusado por los asesinatos. El fracaso de la policía de Queensland en resolver el crimen provocó rumores de encubrimiento; reclamaciones que tampoco fueron resueltas.
Theo Farmer alias Thomas Day fue el principal sospechoso de los asesinatos de Gatton. Murió como Thomas Furner en el Sydney Hospital el 25 de octubre de 1900, dato que la policía y los gobiernos de Queensland y Nueva Gales del Sur ocultaron al público.

## Consecuencias
El crimen conmocionó al país entero siendo el más infame hasta entonces visto en las colonias británicas australes y la ineficaz investigación, provocó fuertes críticas al cuerpo de seguridad nacional, llegando a alegar que la policía liberó a un posible sospechoso sin un interrogatorio exhaustivo, lo que más tarde se convirtió en objeto de una Comisión Real a finales de 1899.

### 1899 Comisión Real
La Comisión Real estaba en gran parte preocupada por las deficiencias de la policía de Queensland en general y en menor medida por los fracasos de las investigaciones policiales en dos crímenes notorios, el asesinato de Oxley el 14 de diciembre y los asesinatos de Gatton el 26 de diciembre.
Daniel Murphy, hermano de las víctimas que era agente policial en la jefatura de policía había recibido un telegrama de un amigo de la familia el 27 de diciembre informándole de los asesinatos. Murphy solicitó tres días libres, lo que le fue concedido e intentó coger el tren a Gatton de la 1 p. m. pero lo perdió. Al regresar a la sede fue a la sección de Investigación Criminal pero ninguna acción fue tomada por los detectives porque circulaba el rumor de que los asesinatos eran un bulo. Murphy entonces cogió el tren a Gatton de las 5 p. m.. Cuando el inspector Urquhart, jefe de la sucursal de C.I. en Brisbane, abrió el telegrama del sargento Arrell no tomó ninguna medida porque había oído los rumores de bulo y no había sido oficialmente informado que hubiera habido un asesinato. A las 4 p. m. Urquhart fue informado que los asesinatos eran reales, pero como la información no procedía de los canales oficiales no informó al comisario hasta las 9 p. m.. El comisario ordenó a Urquhart llevar inmediatamente dos detectives a Gatton, pero aunque salía un tren de Brisbane a medianoche, el equipo no dejó la estación hasta las 7:30 de la mañana siguiente (29 de diciembre). La Comisión Real encontró esta secuencia de eventos incomprensible, indicativo de la existencia de un sistema de policía corrupto y una indiferencia culpable por parte del Inspector [Urquhart] a su deber para con el público.

### Thomas Day
Algunas pruebas presentadas ante la Comisión Real apuntaban hacia un peón itinerante, Thomas Day, que no había sido considerado sospechoso por la investigación policial. Day vivía en una cabaña frente a la carnicería Clarke a alrededor de 900 pies (270 metros) del lugar del crimen. Una mujer local reclamó haber visto un hombre a pie siguiendo el sulky de los Murphy cuando pasó camino al baile. Este hombre había estado apoyado en la cancilla junto a la carretera que cerraba el acceso hacia el lugar donde se cometió el crimen, pero fue incapaz de identificarle. Los días anteriores había sido visto por varias personas al anochecer, andando a lo largo de la carretera. Otro testigo afirmó haber visto a Day lavando sangre de un jersey unos días más tarde del suceso, pero lo eximía el que trabajaba en la carnicería. Además, el agente Robert George Christie dio prueba a la Comisión Real que sospechaba que Thomas Day era quien había entregado el revólver utilizado en el asesinato de Oxley por Edward Litton Carus-Wilson (donde las víctimas fueron un joven de quince años y su poni disparados también en la cabeza), y que era el mismo revólver utilizado en los asesinatos de Gatton. En 1906, un revólver con cuatro balas disparadas fue encontrado en el pantano Paddock a las afueras de Gatton, al lado de la carnicería local de Clarke, donde Thomas Day estuvo empleado. Cuatro tiros en total fueron disparados en los asesinatos de Oxley y Gatton. El nombre real del sospechoso era Theo Farmer que utilizó los alias de Thomas Day y Thomas Furner. Después de los crímenes de Oxley y Gatton se rumorearía que él, y Edward Litton Carus-Wilson, el sospechoso principal del asesinato de Oxley, estaban relacionados de algún modo con un "poderoso magnate". No había entonces "magnate más poderoso" que William Farmer que dejó Australia por Inglaterra en 1874, el año en que Theo Farmer nació.
El 1 de agosto de 1918, el Primer Ministro William Arthur Holman del gobierno de Nueva Gales del Sur confirmó la muerte de Theo Farmer, alias Thomas Day y Thomas Furner en 1900 cuando escribió una carta a Hugh Robert Denison sobre la publicación de una ilustración en el diario The Sun.
Dos semanas después de los asesinatos, Day le preguntó a la policía si lo buscaban para una investigación más a fondo y le dijeron que no. Los registros muestran que luego se alistó en el ejército pero desertó en mayo de 1899. Al año siguiente, un Thomas Furner fue admitido en el Sydney Hospital en Nueva Gales del Sur por una herida autoinfligida en la cabeza. Después de su suicidio el 25 de octubre de 1900, fue identificado por el inspector Urquhart como Thomas Day, pero la policía y gobiernos de Queensland y Nueva Gales del sur ocultaron esa información al público.

### Joe Quinn
Varios escritores modernos, incluyendo la autora e investigadora australiana del crimen Stephanie Bennett, han sugerido posibles culpables. La señora Bennett, tras una larga investigación, afirmó en 2013 que los crímenes fueron orquestados por Joe Quinn, un trabajador itinerante con un largo historial de enfrentamientos con la ley y gran cantidad de alias. Reclama que Quinn, que pasaba regularmente por Gatton, decidió vengarse después de que Michael Murphy desvelara su historial delictivo durante un altercado en una barbería en Longbreach durante una huelga de esquiladores. Hasta ese momento, Quinn, bajo uno de sus alias, había sido uno de los líderes de la manifestación. Cuatro años más tarde, durante una de sus estancias en el pueblo, decidió aprovechar para cobrarse venganza con la ayuda de varios jóvenes larrikins de la zona. Los parientes de las víctimas la consideran una teoría plausible.